# Matti Rönkä
Matti Rönkä, né le 9 septembre 1959 à Kuusjärvi, en Finlande, est un écrivain finlandais, auteur de romans policiers.

## Biographie
Il est le rédacteur en chef et présentateur du journal télévisé de la chaîne de télévision publique finlandaise Yle TV1.
En 2002, il publie son premier roman, Frontière blanche (Tappajan näköinen mies). En 2005, il fait paraître Ystävät kaukana avec lequel il remporte le prix Vuoden johtolanka 2006 et le prix Clé de verre 2007.

## Œuvre

### Romans
- (fi) Tappajan näköinen mies, Helsinki, Gummerus, 2002 (ISBN 951-20-6093-0) Publié en français sous le titre Frontière blanche, Paris, Éditions de l'Archipel, coll. « Suspense », 2011, 280 pages  (ISBN 978-2-8098-0427-0)
- Hyvä veli, paha veli, Helsinki, Gummerus, 2003 (ISBN 951-20-6440-5)
- Ystävät kaukana, Helsinki, Gummerus, 2005 (ISBN 951-20-6981-4)
- Mies rajan takaa, Helsinki, Gummerus, 2005 (ISBN 978-952-459-803-3)
- Isä, poika ja paha henki, Helsinki, Gummerus, 2007 (ISBN 978-951-20-7525-6)
- Tuliaiset Moskovasta, Helsinki, Gummerus, 2009 (ISBN 978-951-20-7988-9)
- Väärän maan vainaja, Helsinki, Gummerus, 2011 (ISBN 978-951-20-8584-2)
- Levantin kyy, Helsinki, Gummerus, 2013 (ISBN 978-951-20-9310-6)
- Eino, Helsinki, Gummerus, 2015 (ISBN 978-951-24-0071-3)

## Prix et distinctions

### Prix
- Prix Vuoden johtolanka 2006 pour Ystävät kaukana[1]
- Prix Clé de verre 2007 pour Ystävät kaukana[2],[3]